# Ночёвкин, Анатолий Петрович
Анатолий Петрович Ночёвкин (21 ноября 1928 — 18 мая 2025) — советский партийный деятель. Член КПСС с 1956 года; член ЦК КПСС (1986—89), первый секретарь Одесского обкома КПСС (1983-88 гг.). Депутат Совета Союза Верховного Совета СССР 11 созыва (1984—89 гг.) от Одесской области, депутат Верховного Совета УССР 8, 9, 10 созывов. Делегат XXIV, XXV, XXVI, XXVII съездов КПСС, XIX конференции КПСС и XXIV, XXV, XXVI, XXVII съездов Компартии Украины.

## Биография
Родился 21 ноября 1928 года в крестьянской семье, в селе Алексеевка, Белгородской или Центрально-Чернозёмной (Воронежской ) области РСФСР), русский.
В 1944 году, окончив 7 классов, работал в колхозах им. Г.И. Петровского, им. Т.Г.Шевченко Донецкой (Сталинской) области. В 1944-1948 годах, учился в Макеевском металлургическом техникуме. После окончания учёбы был направлен на Макеевский труболитейный завод им. В.В. Куйбышева.
В 1957 году без отрыва от производства окончил Донецкий индустриальный (политехнический) институт им. Н.С. Хрущёва.
В 1948–1963 работал помощником мастера, мастером, конструктором, начальником конструкторского бюро, зам. начальника, начальник ремонтно-механического цеха, начальник цеха центробежной отливки труб, секретарь парткома Макеевского труболитейного завода.
С 1963 года на партийной работе. В 1963–1966 второй секретарь Центрально-Городского райкома КПУ Макеевки. В 1966–1968 – второй, в 1968–1975 – первый секретарь горкома КПУ.
В 1975 инспектор ЦК Компартии Украины. В 1975–1981 второй секретарь Полтавского обкома КП Украины. В 1981–1983 второй секретарь, в 1983–1988 первый секретарь Одесского обкома КП Украины.
С 1988 г. на пенсии, персональный пенсионер союзного значения. В 1989–1991 старший преподаватель Одесской Высшей партийной школы (Одесского института политологии и социального управления). В 1991–1993 главный специалист по внешнеэкономическим связям в Одесском производственном объединении «Сатурн». В 1994 г. консультант государственно-правового отдела секретариата Одесского областного совета народных депутатов.
С 1995 г. проживал в Донецке.
Скончался 18 мая 2025 года.

## Награды
- Ордена Октябрьской революции, Трудового Красного Знамени (2), "Знак Почета".
- Почетная Грамота Президиума Верховного Совета Украинской ССР.